# Suore del Divin Redentore
Le Suore del Divin Redentore, dette di Giavarino, sono un istituto religioso femminile di diritto pontificio: le suore di questa congregazione pospongono al loro nome la sigla S.D.R.

## Storia
La congregazione deriva da quella delle suore del Santissimo Salvatore di Niederbronn: nel 1863 il vescovo di Győr, János Simor, chiese alla loro casa di Vienna di inviare delle religiose a Sopron per la cura dei bambini del locale orfanotrofio. La comunità ungherese si staccò presto dalla casa madre dando inizio a una congregazione indipendente e nel 1868 il vescovo János Zalka diede all'istituto dei nuovi regolamenti.
Le suore si diffusero rapidamente in Ungheria e negli Stati Uniti d'America, dove nel 1923 fu eretta una provincia.
Tra il 1949 e il 1950, con l'avvento del regime comunista, le suore in Ungheria e Slovacchia vennero disperse e i loro beni confiscati. Sopravvissero le province austriaca e statunitense.
La congregazione ricevette il pontificio decreto di lode il 3 giugno 1913 e le sue costituzioni furono approvate definitivamente dalla Santa Sede il 2 luglio 1940.

## Attività e diffusione
Le suore si dedicano all'istruzione e all'educazione cristiana della gioventù e all'assistenza agli ammalati.
Sono presenti in Camerun, Italia, Slovacchia, Stati Uniti d'America, Ucraina, Ungheria; la sede generalizia, dal 1959, è in via del Casale Piombino a Roma.
Alla fine del 2008 la congregazione contava 452 religiose in 33 case.